# Amphisbaena fenestrata
Espèce
Synonymes
- Diphalus fenestratus Cope, 1861

Amphisbaena fenestrata est une espèce d'amphisbènes de la famille des Amphisbaenidae.

## Répartition
Cette espèce est endémique des îles Vierges. Elle se rencontre sur Tortola, Saint Thomas, Dorothea et Saint John.

## Publication originale
- Cope, 1861 : Some remarks defining the following species of Reptilia Squamata. Proceedings of the Academy of Natural Sciences of Philadelphia, vol. 1861, p. 75-76 (texte intégral).